# TV3 Sport 2
TV3 Sport 2 var en dansk tv-kanal, der havde premiere 5. februar 2013. Kanalen ejes af Viasat og er en søsterkanal til TV3 Sport 1. TV3 Sport 2 viser Superligaen og UEFA Champions League i fodbold samt dart, atletik, golf, speedway og en masse anden sport.
23. august 2017 offentliggjorde Viasat og MTG (Modern Times Group), at TV3 Sport 2 lukker 30. oktober 2017 og bliver til TV3 Max. Alt sport på TV3 Sport 2 bliver på TV3 Max, som også vil vise serier som The Simpsons og How I Met Your Mother. Dem der har adgang til TV3 Sport 2, vil automatisk få adgang til TV3 Max.